# Krangen
Krangen è una frazione della città tedesca di Neuruppin, nel Land del Brandeburgo.
La borgata di Kragen, Tornow, dà il nome al lago omonimo.

## Storia
Krangen fu nominata per la prima volta nel 1397.
Il 6 dicembre 1993 il comune di Krangen fu aggregato alla città di Neuruppin.

## Geografia antropica
Appartengono alla frazione di Krangen le località di Zermützel e Zippelsförde.